# Asan-Maina
Asan-Maina è un villaggio del territorio non incorporato statunitense dell'isola di Guam. 
Al censimento del 2000 aveva una popolazione di 2 090 abitanti.